# 奈良坂潤紀
奈良坂 潤紀（ならさか じゅんき、1981年2月12日 - ）は日本のミュージカル俳優。埼玉県出身。パシフィックボイス所属。元劇団四季所属。

## 人物・経歴
- 早稲田大学教育学部卒業後、劇団四季のオーディション合格。2003年に劇団四季研究所に入所。
- 田中彰孝らは研究所同期。元妻は同じく元劇団四季団員の木村花代。
- 在団中はライオンキングに1000回以上の出演
- 2009年のウィキッドの出演を最後に劇団四季を退団。
- 退団後は2010年の「ファントム」（大沢たかお主演）では、テノール歌手役、2013年「屋根の上のヴァイオリン弾き」（市村正親主演）ではロシアンテノール役等ミュージカルを中心に出演。
- 「レミング」（パルコ）、「三文オペラ」「人類史」（KAAT）、「サンソン」（キョードー東京）等、大劇場の演劇作品でも存在感を示し、50作以上の作品に出演している。
- 他にシャンソン歌手としてディナーショーやライヴなどのプロデュース活動をしている。
- 『七つの大罪 The STAGE』スレイダー役、ミュージカル『憂国のモリアーティ』 アータートン役など2.5次元ミュージカルにも出演。

## 主な出演作品

### 舞台

#### 劇団四季所属時代
- アンドロマック
- ひばり
- 王様の耳はロバの耳
- 異国の丘
- ライオンキング（エド）
- ウィキッド

#### 劇団四季退団後
2010年
- ファントム（赤坂ACTシアター/梅田芸術劇場）

2012年
- パルレ 〜洗濯〜（三越劇場/サンケイホールブリーゼ/俳優座劇場）
- カムイレラ（六行会ホール）
- ルルドの奇跡（シアター1010）

2013年
- 屋根の上のヴァイオリン弾き（日生劇場/刈谷総合文化センター/シアターBRAVA！）
- 激動ーGEKDOー（新国立劇場中ホール）
- トラブルショー（IMAホール）

2014年
- プロパガンダコクピット（IMAホール）
- 何処へ行く（シアター1010）
- MOMO（吉祥寺劇場）
- ひめゆり（シアター1010）
- カムイレラ（IMAホール）
- ちはやぶる神の国（シアターサンモール）
- タイムフライズ（シアター1010）

2015年
- WAYOUT（東京芸術劇場プレイハウス/大阪エルシアター）
- ひめゆり（シアター1010）
- スター誕生（シアター1010）
- レミング～世界の涯まで連れてって～（東京芸術劇場プレイハウス/愛知芸術劇場/北九州芸術劇場/森ノ宮ピロティホール）

2016年
- オリーブ（シアター1010）
- おでかけ姫（六行会ホール）
- ひめゆり（シアター1010）
- 流れる雲よ（六行会ホール）
- スター誕生（キンケロシアター）
- スペリングビー（六行会ホール）

2017年
- アイランド（IMAホール）
- トラブルショー（IMAホール）
- ハートスートラ（六行会ホール）
- チェと呼ばれた男（六行会ホール）
- ニッキー（IMAホール）

2018年
- 三文オペラ（神奈川芸術劇場KAAT/札幌教育文化会館）
- 月に歌えば（シアターグリーン）
- タイムトラベラー（IMAホール）
- 七つの大罪 The STAGE（天王洲銀河劇場/梅田芸術劇場）
- アワード(シアター1010)

2019年
- ジュニア（キンケロシアター）
- 不思議なラヴストーリー（キンケロシアター）
- 何処へ行く（シアター1010）
- ハートスートラ(六行会ホール)
- GREAT GATSBY IN TOKYO（青山クロスシアター）
- クリスマスに歌えば（グリーンシアター）

2020年
- ロザリー（六行会ホール）
- 七つの大罪 The Stage-裏切りの聖騎士長-（天王洲銀河劇場/梅田芸術劇場）※上演中止
- ジュニア（キンケロシアター）
- 人類史（神奈川芸術劇場KAAT）

2021年
- サンソン～ルイ16世の首を刎ねた男～（東京建物billiaホール/久留米シティプラザ/神奈川芸術劇場）
- ミュージカル『憂国のモリアーティ』 アータートン役（品川プリンスホテルステラホール/サンケイブリーゼホール）
- 何処へ行く（シアター1010）

2022年
- スター誕生(グリーンシアター）
- 雲母紙鳶(グリーンシアター)
- ハートスートラ(IMAホール)

2023年
- スター誕生(キンケロシアター)
- サンソン～ルイ16世の首を刎ねた男～（東京建物billiaホール/オリックス劇場）
- すずらん通りの青い鳥（六行会ホール）

2024年
- サイト(六行会ホール)
- ろくでなしコーラス（浅草花劇場）[1]
- 平和な星（IMAホール）[2]

### テレビ番組
- J:COM『青春部活』ナビゲーター